# دیوی کراکت (فیلم ۱۹۱۶)
«دیوی کراکت» (انگلیسی: Davy Crockett (1916 film)) فیلمی در ژانر وسترن به کارگردانی ویلیام دزموند تیلور است که در سال ۱۹۱۶ منتشر شد.